# Stanhopea whittenii
Stanhopea whittenii är en orkidéart som beskrevs av Soto Arenas, Salazar och Günter Gerlach. Stanhopea whittenii ingår i släktet Stanhopea och familjen orkidéer. Inga underarter finns listade i Catalogue of Life.

## Bildgalleri

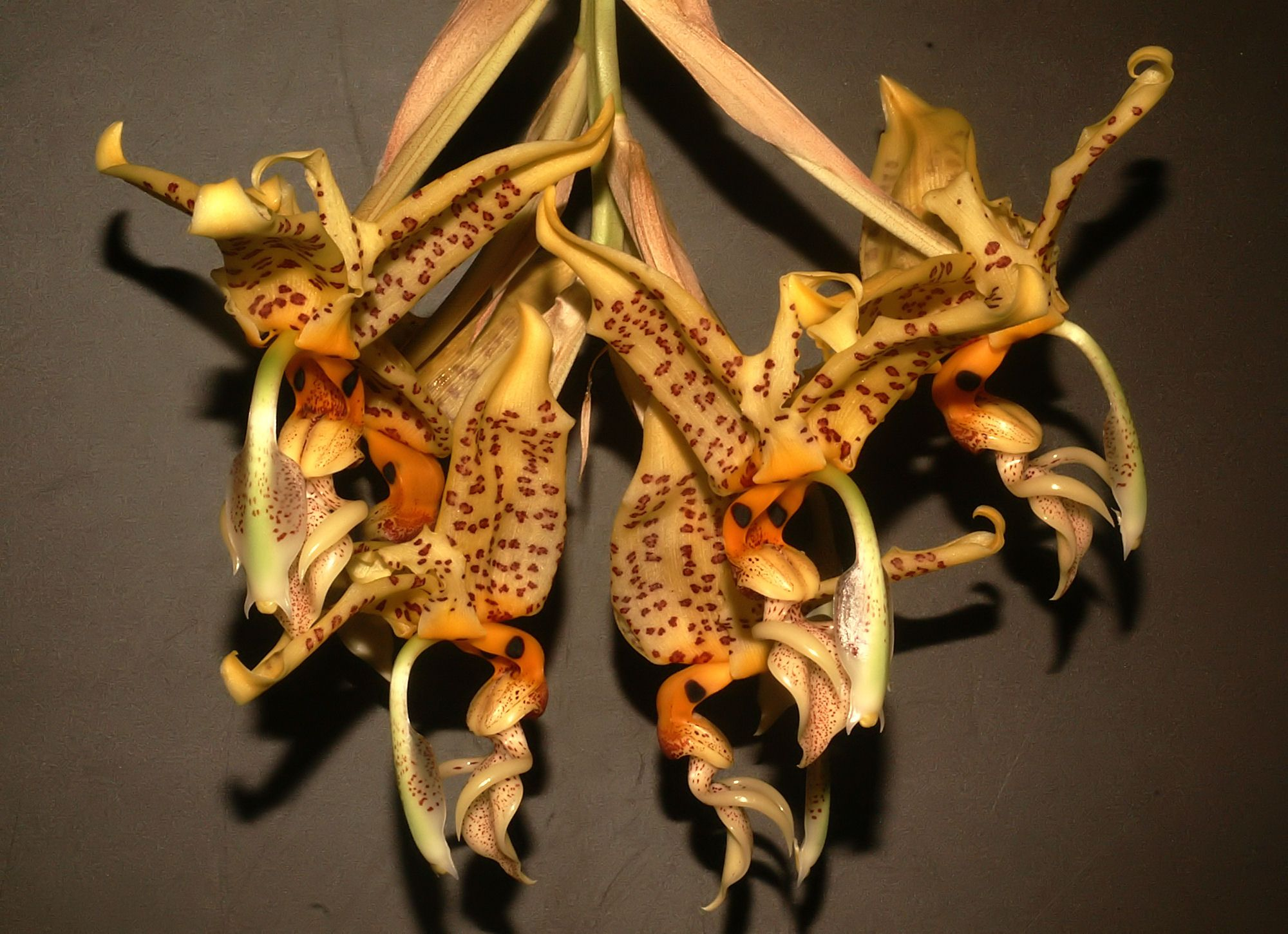
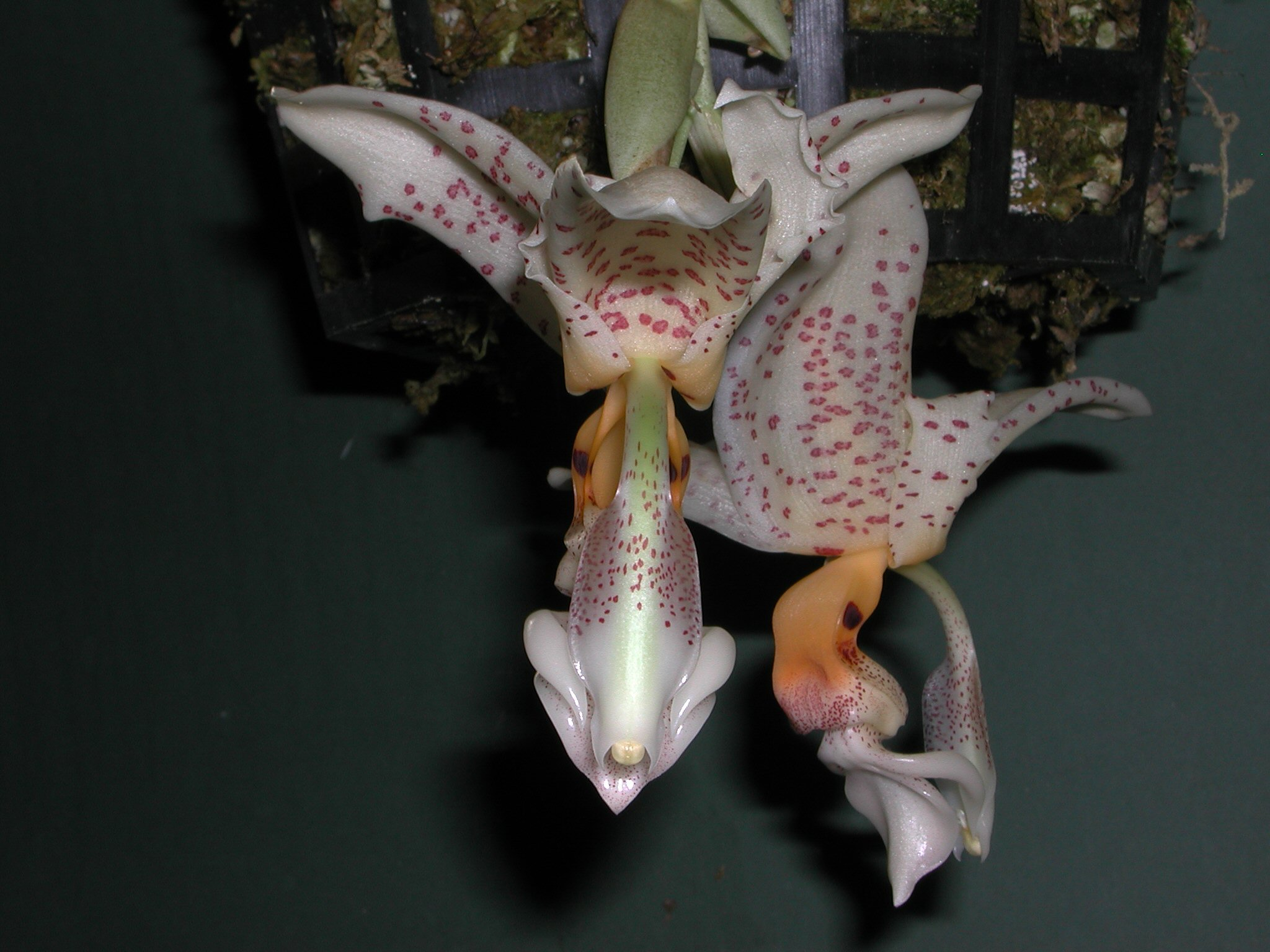
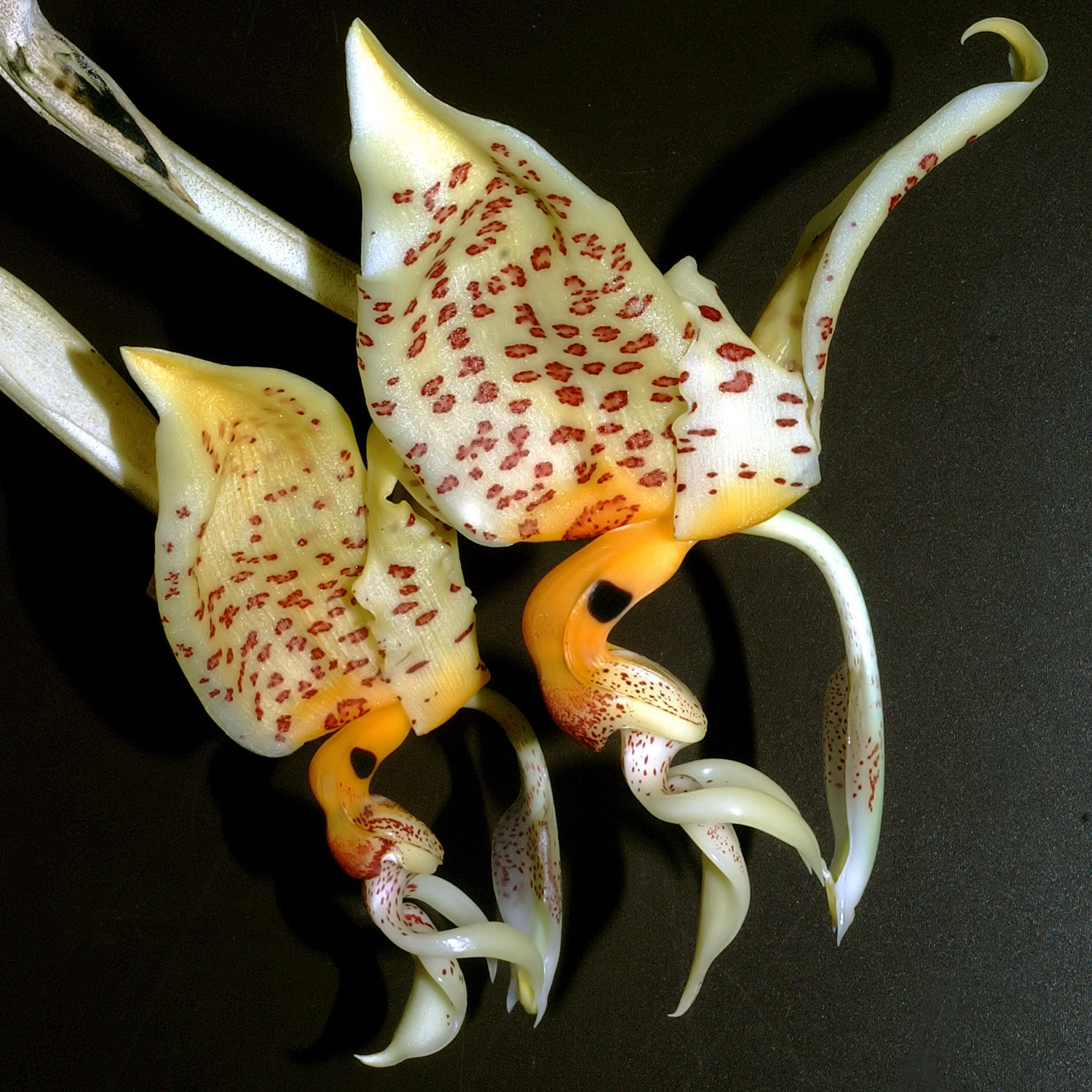
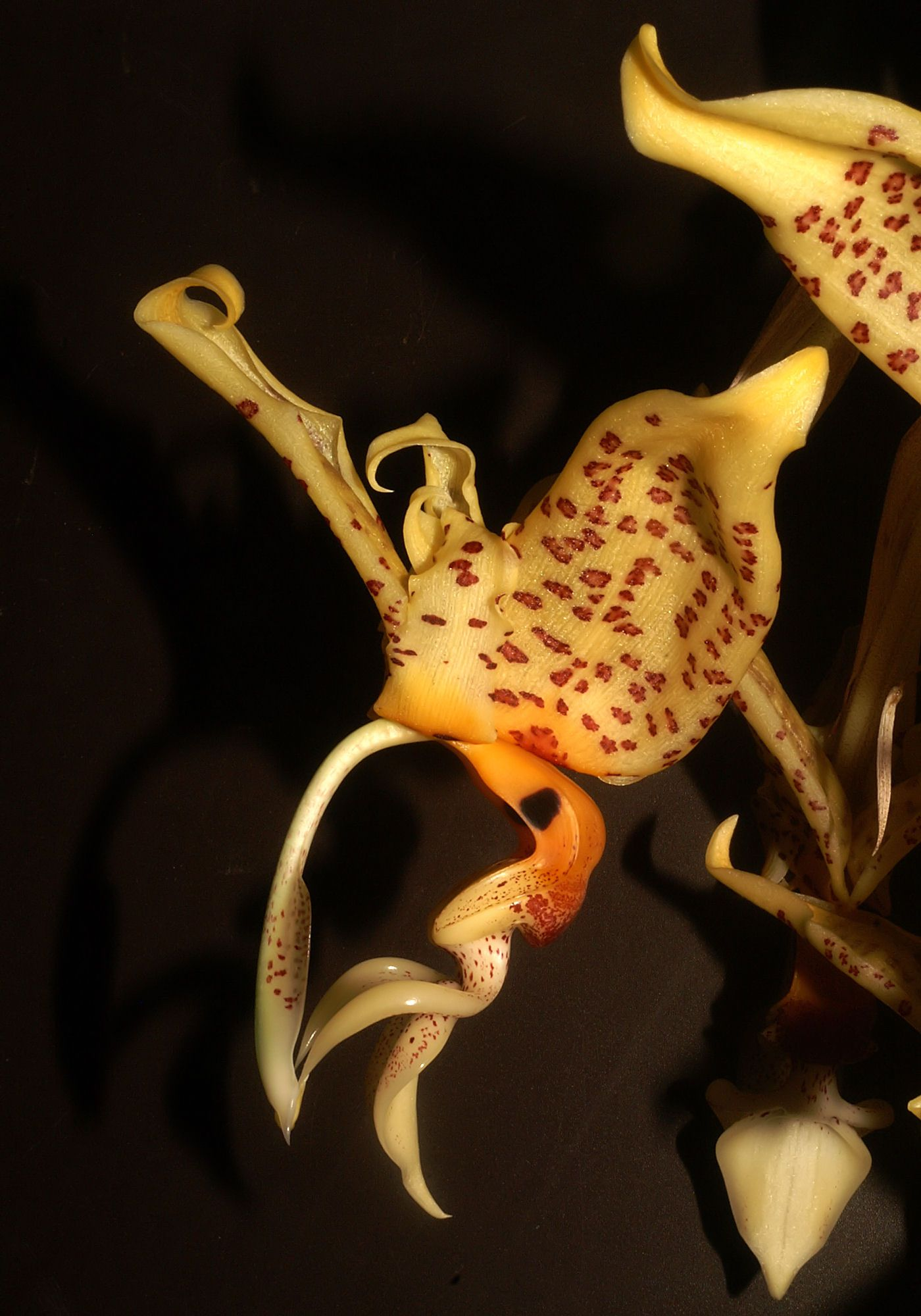
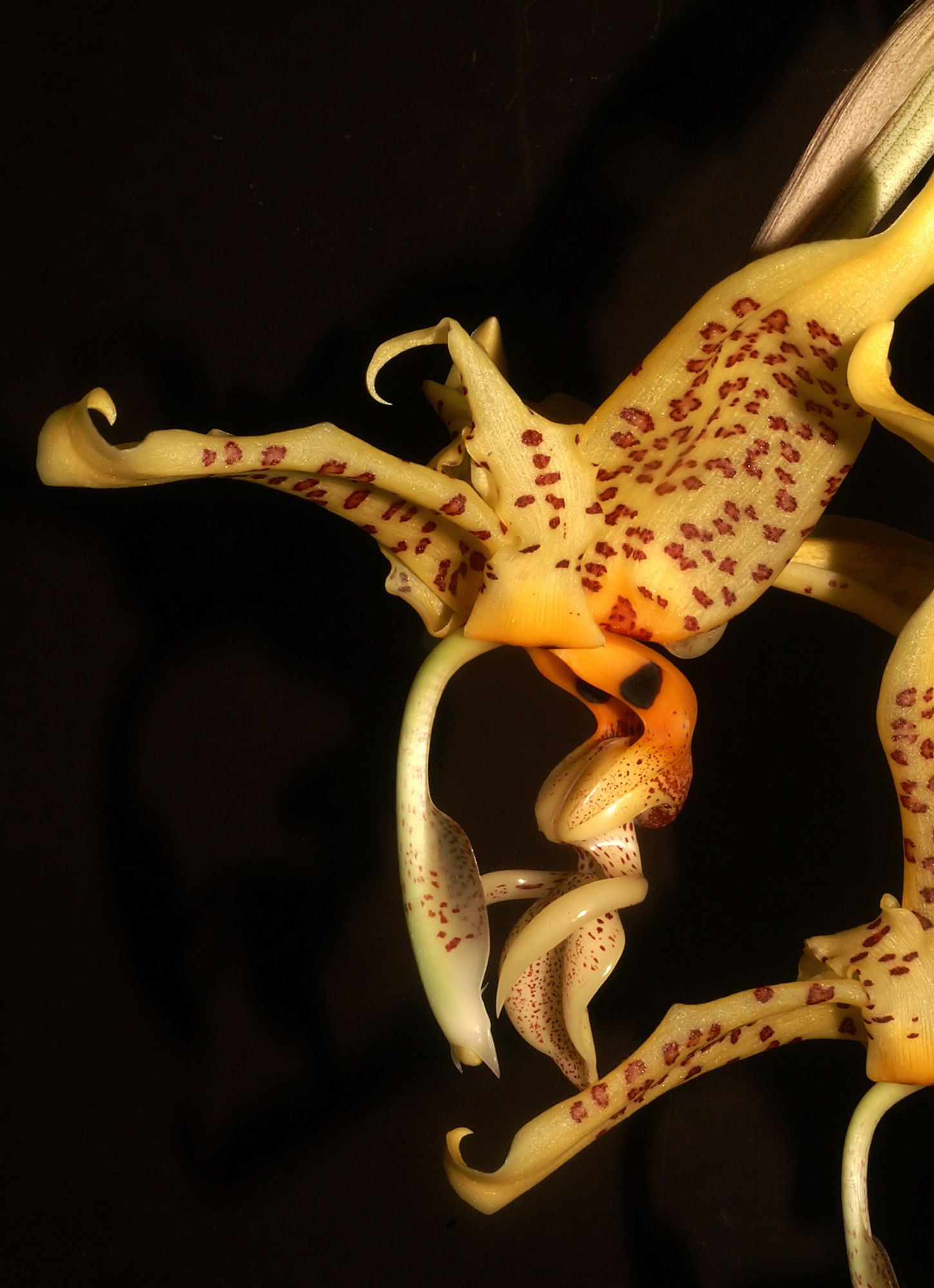
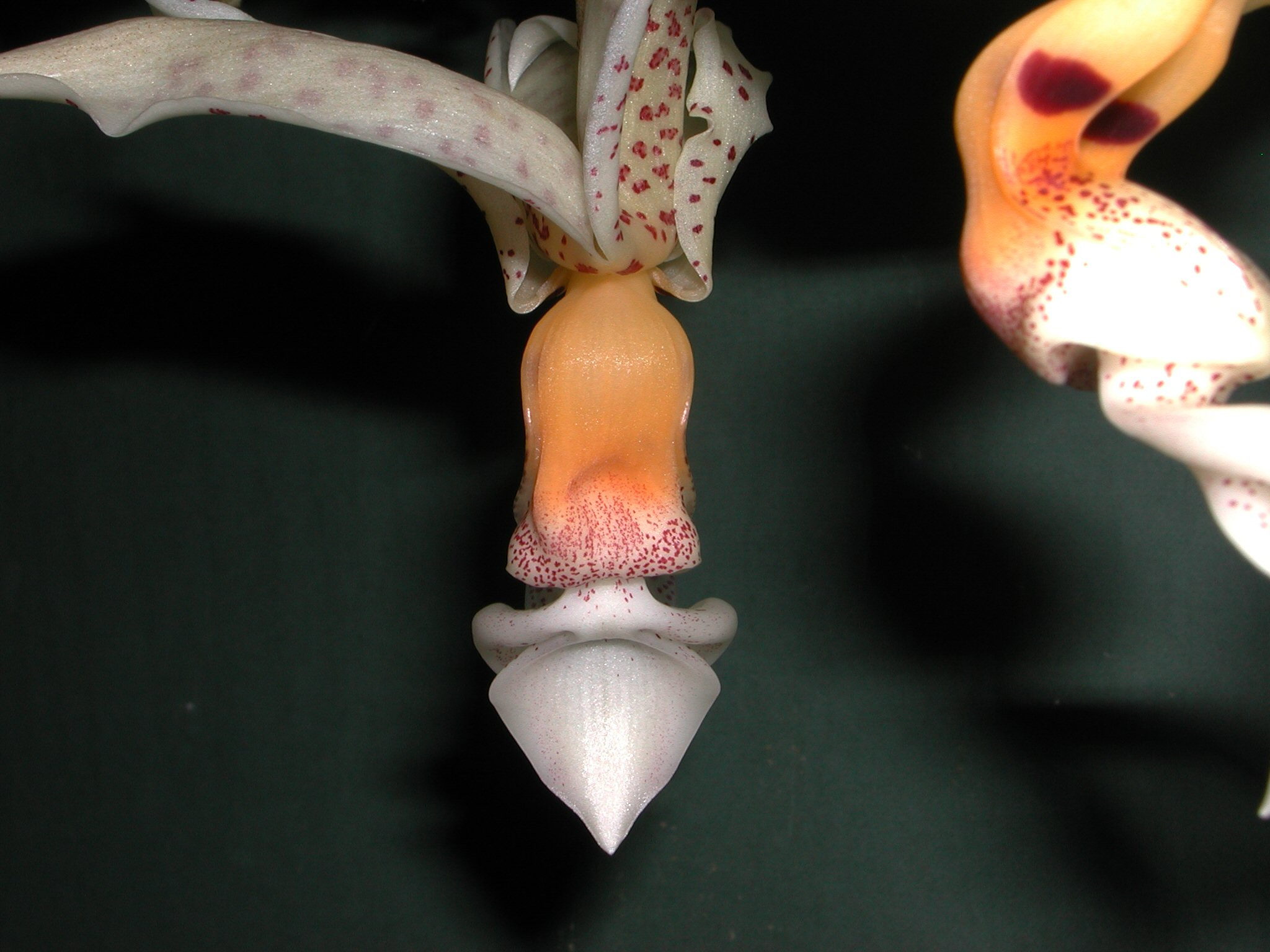